# Gestor de proyecto
Un gestor de proyecto (GP), también conocido con el término gerente de proyecto, director de proyecto, jefe de proyecto, líder de proyecto o encargado de proyecto, es la persona que tiene la responsabilidad total del planeamiento y la ejecución acertada de cualquier proyecto. Este título se utiliza en la industria de la construcción, la arquitectura, el desarrollo de software y en diversas ocupaciones que se basan en la generación o manutención de un producto. de habilidades, incluida una gran capacidad inquisitiva, de detectar supuestos sin especificar y de resolver conflictos interpersonales. Una de sus tareas más importantes es el reconocimiento de los riesgos que afectan directamente las probabilidades de éxito del proyecto, y la constante medición, formal e informal, de dicho riesgo a lo largo del ciclo de vida del proyecto. El riesgo se presenta mayormente como incertidumbre. El gerente de proyecto acertado es aquel que enfoca esto como preocupación principal. La mayor parte de los problemas que afectan un proyecto se relacionan de un modo u otro con un riesgo. Un buen gerente de proyecto puede reducir los riesgos significativamente, y a menudo se adhiere a una política de comunicación abierta, asegurándose de que cada participante significativo tenga la oportunidad de expresar sus opiniones y preocupaciones. Un gerente de proyecto es el responsable de tomar las decisiones necesarias de manera tal que el riesgo sea controlado y la incertidumbre se reduzca al mínimo. Cada decisión tomada por el encargado de proyecto debe involucrar un beneficio directo hacia el proyecto. 

## Habilidades y conocimientos
La gestión de proyectos es una disciplina presente en múltiples sectores, siendo muy diferentes, en función del sector, las habilidades y conocimientos que puede poseer un profesional con el mismo título. Algunas de las habilidades y conocimientos destacables son:
1. Gestión de proyectos
2. Gestión de proyectos de ingeniería
3. Dirección de equipos
4. Dirección de obras
5. Gestión de proyectos de construcción
6. Control de costes
7. Planificación de proyectos
8. Control de proyectos
9. Gestión en infraestructura

No obstante, estas habilidades y conocimientos pueden ir evolucionando para adaptarse a los cambios tecnológicos y culturales de cada momento.